# Paradijs (West-Vlaanderen)
Paradijs is een gehucht in de Belgische provincie West-Vlaanderen. Het ligt in het zuiden van Rekkem, een deelgemeente van de stad Menen. Paradijs ligt tegen de grens met Frankrijk en Wallonië en is van het dorpscentrum van Rekkem afgesneden door de snelweg A14/E17. Paradijs heeft een eigen parochie, genoemd naar de Heilige Maagd der Armen.

## Geschiedenis
Op de Atlas der Buurtwegen uit het midden van de 19de eeuw staat het gehucht Paradis aangeduid. Het gehucht kende een sterke ontwikkeling door de groeiende industrie in Noord-Frankrijk.

## Bezienswaardigheden
- De parochiekerk Maagd der Armenkerk is opgetrokken in 1979. Het is een modern kerkje met een losstaande betonnen klokkentoren.

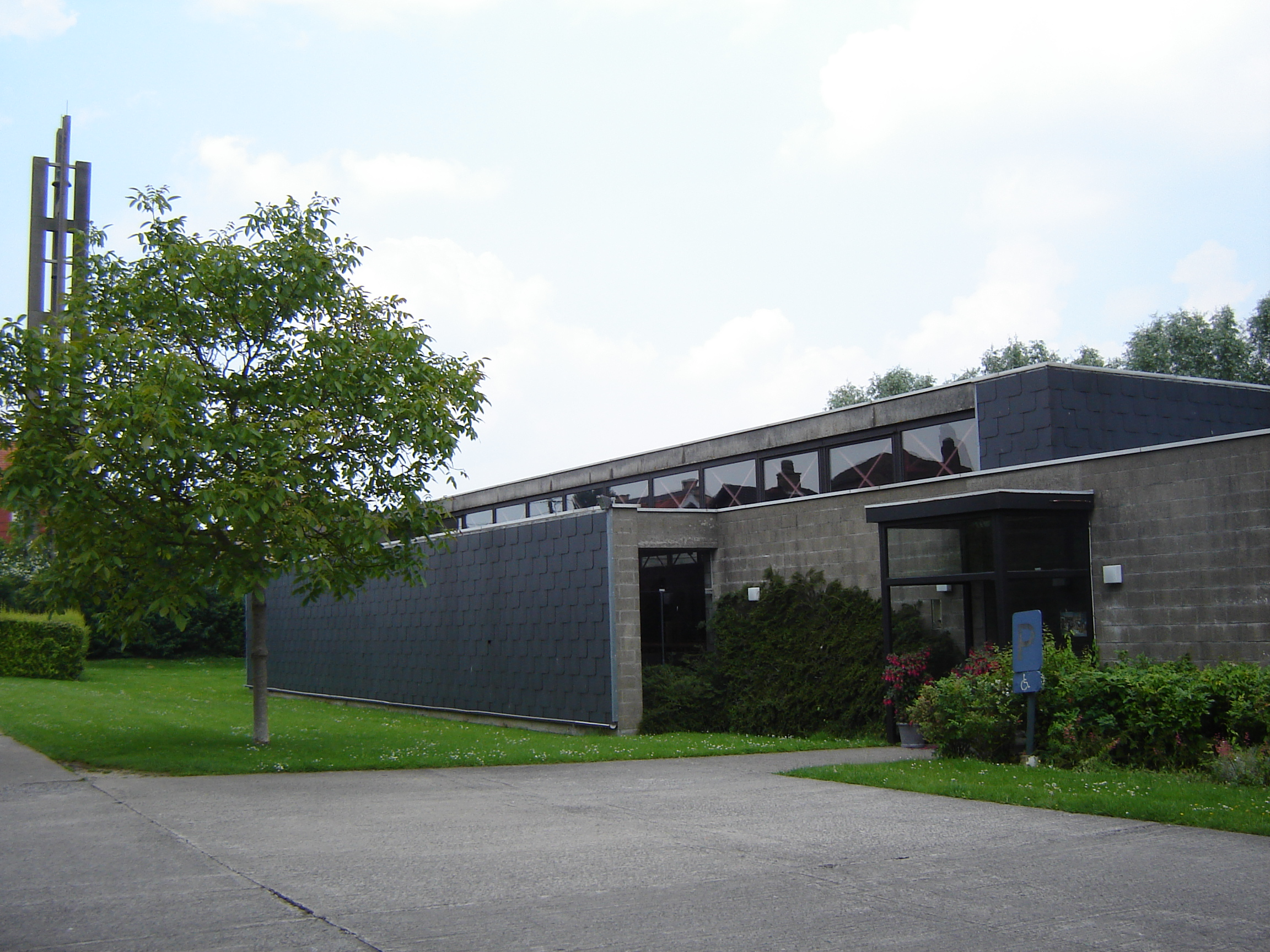
Kerk Heilige Maagd der Armen

## Trivia
Paradijs is gelegen tussen de gehuchten Dronkaard en Purgatoire (vagevuur).

## Nabijgelegen kernen
Neuville-en-Ferrain, Rekkem, Moeskroen